# Миятович, Милан
Милан Миятович (черног. Милан Мијатовић / Milan Mijatović; родился 26 июля 1987 года в городе Титоград, Югославия) — черногорский футболист, вратарь клуба «Аль-Адалах» и сборной Черногории.

## Клубная карьера
Черногория
Миятович — воспитанник клуба «Рудар». За шесть сезонов Милан вместе с клубом стал победителем Чемпионата Черногории 2009/2010 и дважды обладателем Кубка Черногории (2006/07, 2009/10).
Иран
После сезона 2011/2012 переезжает в иранский «Мес», а на следующий сезон переходит в «Зоб Ахан».
Будучност
После двух сезонов в Иране возвращается в Черногорию, подписывая двухлетний контракт с клубом «Будучност». За эти два сезона команда завоевала серебряные медали Чемпионата Черногории и победили в Кубке Черногории. Также за два сезона Милан вместе с командой участвовали в квалификационных раундах Лиги чемпионов и Лиги Европы (сыграл 4 матча и попустил 5 мячей).
Левски
18 июня 2019 года Миятович подписывает двухлетний контракт с болгарским «Левски», где сразу оказался основным вратарём.

## Международная карьера
12 октября 2015 года он дебютировал в составе сборной Черногории, сыграв весь матч в отборочном турнире к Чемпионату Европы против сборной России.

## Статистика

### Сборная
| Сборная    | Год   | Игры | Голы | Сух.матчи |
| ---------- | ----- | ---- | ---- | --------- |
| Черногория | 2015  | 1    | -2   | 0         |
| Черногория | 2016  | 1    | -2   | 0         |
| Черногория | 2018  | 2    | -2   | 1         |
| Черногория | 2019  | 2    | -4   | 0         |
| Всего      | Всего | 6    | -10  | 1         |

| № | Дата            | Оппонент | Счёт | Голы | Сухие     | Карточки | Минуты | Соревнование             |
| - | --------------- | -------- | ---- | ---- | --------- | -------- | ------ | ------------------------ |
| 1 | 12 октября 2015 | Россия   | 0:2  | -2   | —         | —        | 90'    | Отбор ЧЕ-2016 (группа G) |
| 2 | 24 марта 2016   | Греция   | 1:2  | -2   | —         | —        | 90'    | Товарищеский матч        |
| 3 | 23 марта 2018   | Кипр     | 0:0  | —    | зелёная ✓ | —        | 90'    | Товарищеский матч        |
| 4 | 2 июня 2018     | Словения | 0:2  | -2   | —         | —        | 90'    | Товарищеский матч        |
| 5 | 7 июня 2019     | Косово   | 1:1  | -1   | —         | —        | 90'    | Отбор ЧЕ-2020 (группа А) |
| 6 | 10 июня 2019    | Чехия    | 0:3  | -3   | —         | —        | 90'    | Отбор ЧЕ-2020 (группа А) |

Итого: сыграно матчей: 6 / сухих:1 / пропущено голов: 10; победы: 0, ничьи: 2, поражения: 4.

## Достижения
Рудар
- Победитель Чемпионата Черногории (1): 2009/10
- Обладатель Кубка Черногории (3): 2006/07, 2009/10, 2010/11

Будучност
- Обладатель Кубка Черногории (1): 2018/19